# Нагорное (Измаильский район)
Нагорное (укр. Нагірне) — село в Ренийской городской общине Измаильского района Одесской области Украины.

## История
В 1945 г. Указом ПВС УССР село Карагач переименовано в Нагорное.
Население по переписи 2001 года составляло 2611 человек. Почтовый индекс — 68821. Телефонный код — 4840. Занимает площадь 3,75 км². Код КОАТУУ — 5124182401.